# Milionia extensa
Milionia extensa är en fjärilsart som beskrevs av James John Joicey och Talbot 1915. Milionia extensa ingår i släktet Milionia och familjen mätare. Inga underarter finns listade i Catalogue of Life.